# Hope Mountain
Hope Mountain, również Mount Hope – szczyt górski w Górach Kaskadowych, znajdujący się na południowy wschód od miasta Hope w Kanadzie w Kolumbii Brytyjskiej. 
Jest to najdalej wysunięty na północ szczyt w łańcuchu górskim Skagit w Górach Kaskadowych. Znajduje się w pobliżu ujścia rzeki Coquihalla do Fraser. Wysokość Hope Mountain wynosi 1844 m n.p.m., a wybitność szczytu to 414 m.